# Marigny (Saône-et-Loire)
Marigny település Franciaországban, Saône-et-Loire megyében. Lakosainak száma 164 fő (2022. január 1.). Marigny Saint-Eusèbe, Blanzy, Gourdon, Mont-Saint-Vincent és Saint-Micaud községekkel határos.

## Népesség
A település népességének változása:
| Lakosok száma | 149  | 151  | 157  | 154  | 155  | 155  | 162  | 162  | 164  |
|               | 2013 | 2015 | 2016 | 2017 | 2018 | 2019 | 2020 | 2021 | 2022 |